# هربرت غريني
هربرت غريني (بالإنجليزية: Herbert Greene)‏ هو موزع وملحن أمريكي، ولد في 21 يونيو 1921 في بروكلين في الولايات المتحدة، وتوفي في 25 سبتمبر 1985 في نيويورك في الولايات المتحدة.

## وصلات خارجية
- هربرت غريني على موقع IMDb (الإنجليزية)
- هربرت غريني على موقع ميوزك برينز (الإنجليزية)
- هربرت غريني على موقع قاعدة بيانات برودواي على الإنترنت (الإنجليزية)